# Martin-chasseur vénéré
Todiramphus veneratus
Espèce
Statut de conservation UICN

 LC  : Préoccupation mineure
Le Martin-chasseur vénéré (Todiramphus veneratus) est une espèce d'oiseau de la famille des Alcedinidae, endémique à la Polynésie française.